# River Plate FC
River Plate FC was een voetbalclub uit Montevideo, Uruguay. De club werd opgericht in 1897 en ontbonden in 1929. De club werd vier keer landskampioen.

## Erelijst
- Landskampioen

1908, 1910, 1913, 1914